# Сухацький Леонід Андрійович
Леоні́д Андрі́йович Суха́цький (10 липня 1969 — 22 лютого 2015) — старший сержант Збройних сил України.

## Життєвий шлях
1987 року закінчив радомишльське ПТУ № 34. Пройшов строкову службу в лавах РА, у польському місті Катовиці — командир танку. Від 1993 року служив в органах внутрішніх справ, з 2000-го працював на посаді командира відділення пожежної частини № 29, Тетіїв. Протягом 2008—2014 років працював у ПП «Слободяник».
28 серпня 2014-го пішов добровольцем на фронт, командир танку 17-ї окремої танкової бригади. В грудні побував у відпустці, став головним героєм випуску програми телеканалу 1+1 «Хоробрі серця». Терористи називали його танк «чорна смерть», Леонід іменував «наш дружочек» — на його рахунку 3 підбиті бойові машини — за 2 місяці оборони Маріуполя.
22 лютого 2015-го близько 15:00 на трасі Донецьк-Маріуполь поблизу пам'ятного знака Сталевару під Маріуполем автомобіль «УАЗ» з військовими перекинувся — водій не впорався з керуванням, автомобіль виїхав за межі проїжджої частини.
Двоє військовиків загинули на місці — Валерій Дереш та Василь Росоха. Леоніда довезли до лікарні, помер в реанімації.
Лишилися дружина й донька.

## Нагороди та вшанування
- Указом Президента України № 553/2015 від 22 вересня 2015 року — орденом «За мужність» III ступеня (посмертно)[1]
- почесний громадянин Тетієва (посмертно)